# Babaoshan
Babaoshan (kinesiska: 八宝山, 八宝山街道) är ett stadsdelsdistrikt i Kina. Det ligger i Shijingshan i storstadsområdet Peking. Antalet invånare är 53 606. Befolkningen består av 26 651 kvinnor och 26 955 män. Barn under 15 år utgör 10,0 %, vuxna 15-64 år 80 %, och äldre över 65 år 9,0 %.